# 洨县
洨县，古县名。东汉改洨侯国置，治所在今安徽省固镇县东濠城，北临洨水（今沱河）。属沛国。东晋后废。东汉经学家和文字学家许慎曾为此县长，故世称为许洨长。 